# Arte cinética

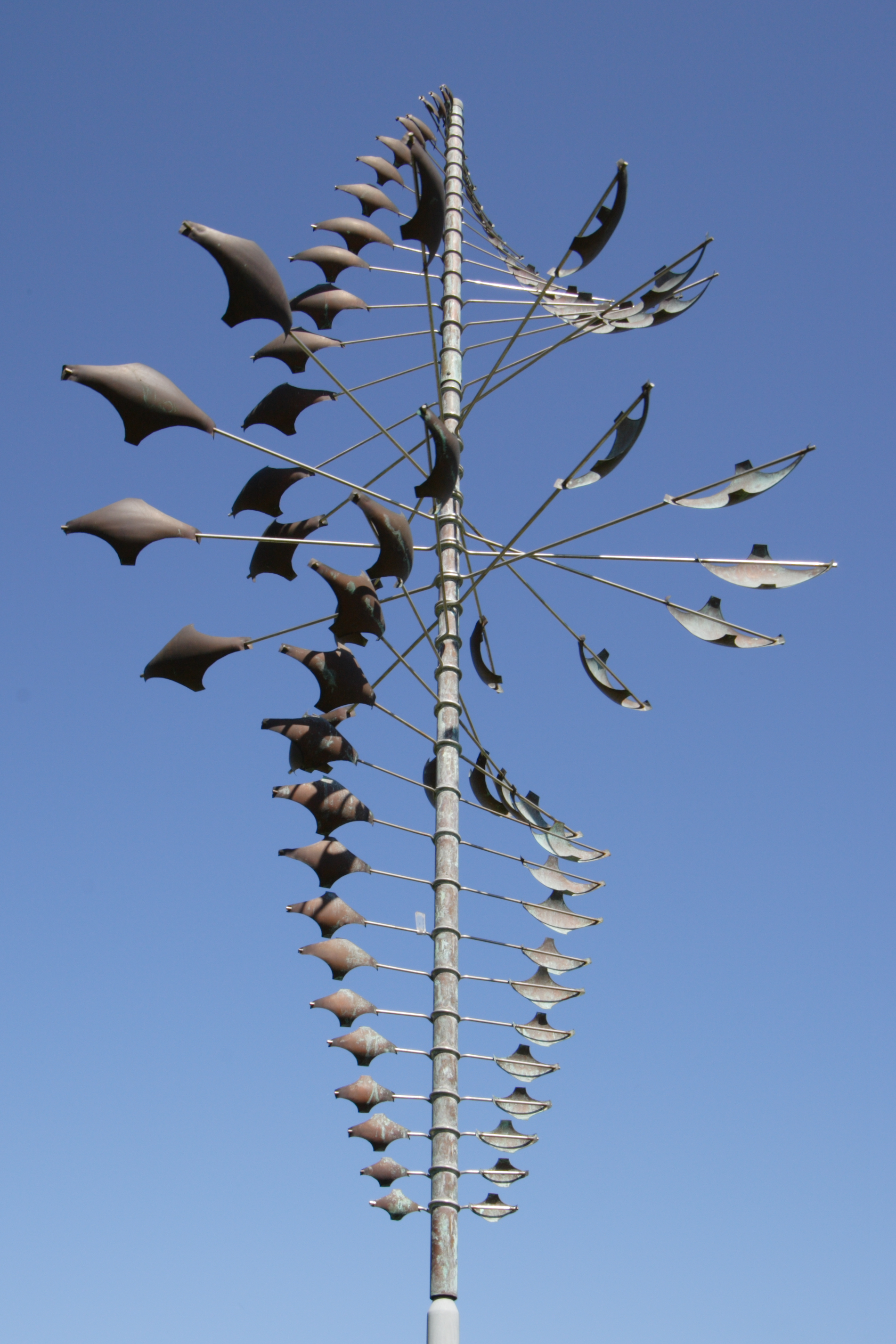
Whirligig
Biblioteca pública, O'Fallon, Illinois

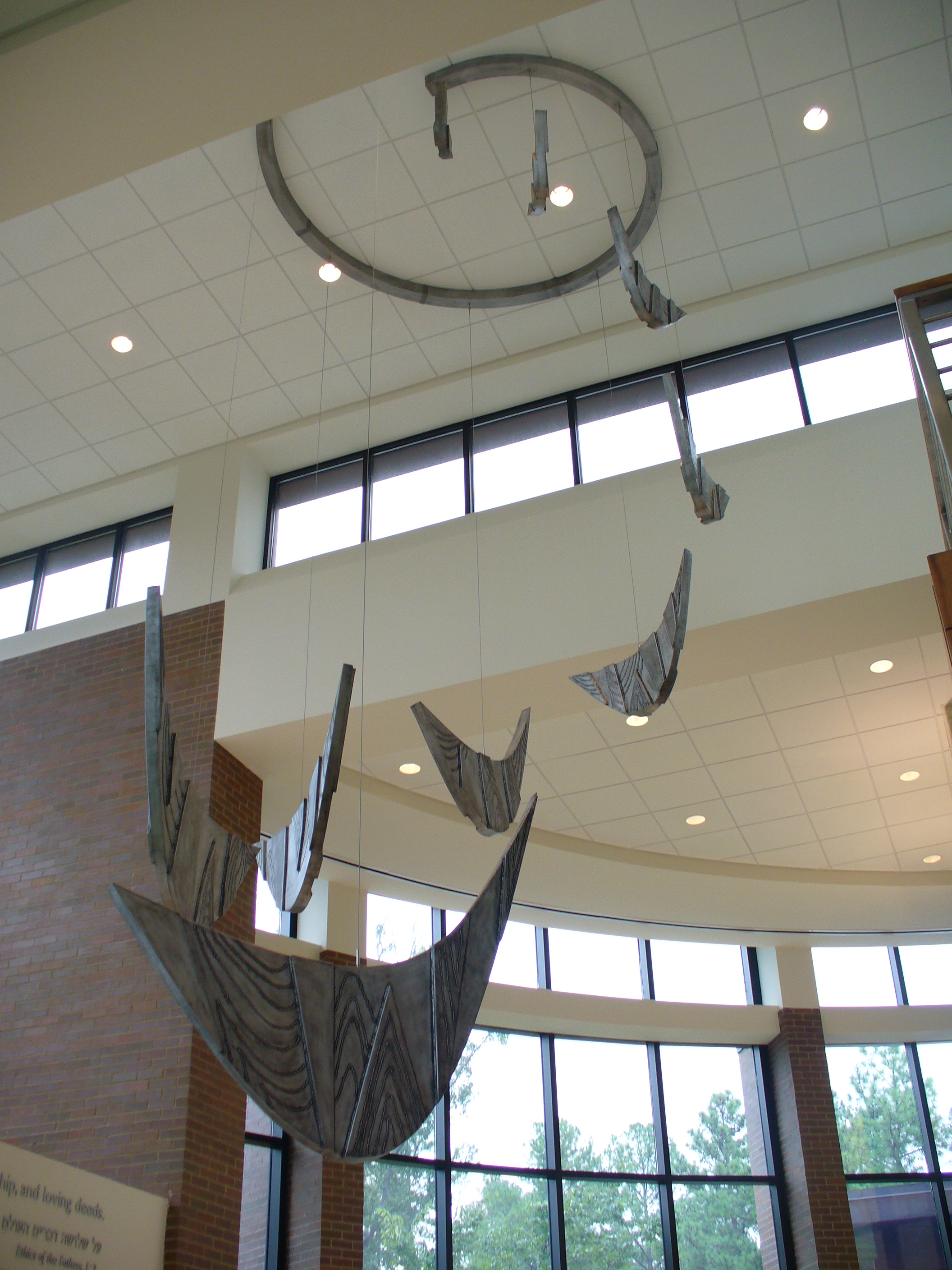
David Ascalon, Wings
Memphis, Tennessee (2008)

A arte cinética é uma corrente das artes plásticas que explora efeitos visuais por meio de movimentos físicos ou ilusão de óptica ou truques de posicionamento de peças.
Artistas como Marcel Duchamp (1887-1968), Alexander Calder (1898-1976), Victor Vasarely (1908), Jesus Raphael Soto (1923), Yaacov Agam (1928), Jean Tinguely (1925), Pol Bury (1922) e os brasileiros Sérvulo Esmeraldo e Abraham Palatnik (1928), são apontados como expoentes desta linguagem.

## Outros representantes do cinetismo
- David Ascalon
- Carlos Cruz-Díez
- Theo Jansen
- Gyula Kosice
- Piotr Kowalski
- Youri Messen-Jaschin
- Andy Warhol
- Roy Lichtenstein